# Corinne Vignon
Pour les articles homonymes, voir Vignon.
Corinne Vignon, née le 10 juin 1963 à Agen (Lot-et-Garonne), est une femme politique française. Membre de La République en marche puis de Renaissance, elle est députée de la Haute-Garonne depuis 2017.

## Situation personnelle
Diplômée de l’École supérieure d'art et de design de Reims[source secondaire souhaitée], elle exerce comme architecte d’intérieur avant de devenir responsable de communication à la Mutualité française de Haute-Garonne, à Toulouse[source secondaire souhaitée]. Elle part ensuite au Costa Rica pour construire un complexe éco-touristique.
Dix ans plus tard, elle crée un établissement de restauration à Barcelone puis devient directrice commerciale pour la filière catalane d’Alain Afflelou. Elle décide de revenir à Toulouse en 2006 pour occuper un poste de responsable commerciale chez un promoteur immobilier.
Elle exerce un temps en tant qu'astrologue. 

## Parcours politique

### Débuts
Elle décide de s’engager dans la vie politique à l’occasion des élections municipales de 2014. Elle est élue maire de Flourens sur une liste divers droite à 58 %, et devient conseillère métropolitaine. Rejoignant le mouvement En marche, elle devient coordinatrice des 87 comités locaux de la Haute-Garonne ainsi qu'animatrice du comité Toulouse-Est. Elle se présente aux élections législatives de 2017. Lors de sa campagne électorale, le parquet de Toulouse ouvre une enquête pour « travail dissimulé » dans le cadre d'une supposée activité de voyante. Le dossier est finalement classé sans suite en raison de la faiblesse des montants concernés (quelques centaines d'euros en l'espace de trois ans). En 2022, Laurence Arribagé est renvoyée devant le tribunal pour des soupçons de tentative de déstabilisation électorale, visant sa rivale LREM Corinne Vignon lors des législatives de 2017.

### Députée
Élue députée le 18 juin 2017, elle est membre de la commission des Affaires sociales. À ce titre, elle devient rapporteure pour avis sur les régimes spéciaux de retraite et remet un rapport en octobre 2017. En octobre 2019, elle est nommée secrétaire de la mission d'information sur la concrétisation des lois. Elle est également membre du groupe d'études de l'Assemblée nationale sur la condition animale,. Elle propose à ce titre d'instaurer un stage de sensibilisation au respect de l'animal pour les auteurs de maltraitance. Le 1er juillet 2020, Corinne Vignon dépose une proposition de loi relative à l'amélioration de la condition animale et à la lutte contre la maltraitance. Plusieurs éléments figurent dans cette proposition comme la fin progressive des animaux sauvages dans les cirques, l’interdiction des élevages à fourrures et le permis de détention d’un animal de compagnie,.   

#### Réforme des retraites
Corinne Vignon est « ambassadrice » du projet de réforme des retraites de 2019-2020 portée par le haut-commissaire Jean-Paul Delevoye. Dans ce cadre, elle se rend dans plusieurs villes de France pour réaliser des ateliers retraites à destination du grand public. En février 2019, elle réalise un tour d'Occitanie pour expliquer aux citoyens les enjeux de la réforme des retraites,. Corinne Vignon est également présidente du groupe de travail transpartisan sur ce projet de réforme des retraites à l'Assemblée nationale. Le 26 juin 2019, elle remet ses préconisations dans lesquelles elle propose d'instaurer un bonus-malus sur les cotisations d'assurance-chômage des entreprises pour favoriser l'emploi des seniors. Parmi ses dix-huit propositions, Corinne Vignon propose d'étendre la pension de réversion aux couples pacsés et de maintenir la retraite à 62 ans pour les métiers à risques.  
En juillet 2019, interrogée en direct par une journaliste de La Chaîne parlementaire, la députée est incapable d'expliquer le système de points proposé dans cette réforme et perd ses moyens,. Elle s'explique ensuite dans une vidéo publiée sur Twitter.  
Le 16 janvier 2020, elle est nommée co-rapporteure du projet de loi instituant un système universel de retraite. Le projet est suspendu mi-mars 2020.

#### XVIIelégislature
D'après Politico, Corinne Vignon fait partie des députés du groupe Ensemble pour la République qui critiquent la proposition de leur collègue Gérald Darmanin que l'État vende certaines de ses participations dans des entreprises cotées[pertinence contestée].